# Жоакім Гарро
Жоакі́м Гарро́ (фр. Joachim Garraud; 27 вересня 1968, Нант) — французький діджей, реміксер, продюсер таких зірок як Geyster, Paul Johnson, Deep Dish, Девід Бові, Orchestral Manoeuvres in the Dark, Кайлі Міноуг, Мілен Фармер, Cassius, Belamour, Kid Vicious, Saffron Hill, Culture Club. Народився 1968 року в Нанті. Відомий завдяки своїм співпрацям з іншими DJ та музикантами, такими як Девід Гетта чи Жан-Мішель Жарр.

## Життєпис
Після семи років навчання консерваторії (фортепіано й ударні), він вирішив рухатися в напрямку електронної музики. Поряд із Лораном Гарньє він працює діджеєм в паризькому клубі «Boy», який був першим ініціатором техноподій у Франції. Потім він успішно співпрацював із радіостанціями: Maxximum, Number one national, 100 % dance radio (CTL group). Це дозволило йому стати піонером цифрової музики, він створив свою власну студію звукозапису в центрі Парижу, де міг писати ремікси, створювати власні композиції й продюсувати таких музикантів як Девід Гетта, Жан-Мішель Жарр, Пол Джонсон, Deep Dish, Девід Боуї, «OMD», Кайлі Міноуг, Мілен Фармер, Cassius, Cerrone, Мобі, Роббі Рівера і багатьох інших. Гарро розробив нову концепцію, змішування DJ'інга і музичної імпровізації, тим самим створюючи справжній концерт, живе унікальну виставу, що незабаром дало йому можливість виступати по всьому світу.

## Виступи
- 1989 — DJ в клубі The Boy in Paris і на радіостанції Maxximum.
- 1991 — перший рейв в Москві, вечірка «Юрій Гагарін» (the Youri Gagarine Party), яка зібрала понад 300 тис. осіб.
- 1993—1997 — Манчестер, Техно фестиваль у Берліні. DJ в The QUEEN (Paris).
- 1999 — DJ перед ТВ-аудиторією складової 2,4 млн глядачів, 31 грудня, живцем від Каїрських пірамід. Він також підготував звук для альбому Жана-Мішеля Жарра «Metamorphoses».
- 2000 — створення лейблу GUMPROD, спільно з David Guetta.
- 2001 — автор і співпродюсер David Guetta в альбомі, «Just a little more love» (200 тис. примірників продано у Франції), а також синглу «Love do not let me go», № 1 в списку найкращих клубних треків протягом 12 тижнів, з 500 тис. дисками цього синглу, проданими у Франції.
- 2003 — створення реміксів для Kylie Minogue, OMD, Cassius, Cerrone і продюсування альбому Geyster (I love 1984), синглу «Money» by David Guetta й альбому «Guetta Blaster 2004».
- 2004 — випуск «People», музичний фільм, написаний і спродюсований Жоакімом. Участь в альбомі Жана-Мішеля Жарра «AERO», перший альбом в 5 / 1. Реліз «The World is Mine»: Гарро спільно написав і підготував цей трек з David Guetta. Початок співпраці з Pioneer-Японія щодо розробки нової техніки для діджеїв.
- 2005 — створення лейблу «F*** Me I'm Famous records» з David Guetta. Ремікс «Fuck them All», сингл Мілен Фармер. 10-денний тур Китаєм і Японією, реліз «Summer Moon», у співпраці з Тімом Делюкс, Бобом Сінклером і Давидом Геттою. Ремікси для Мобі, Роббі Рів'єри, Culture Club, Cerrone, Eurythmics. Двічі «Золотий диск», у Франції the Guetta Blaster album, продано понад 200 тис. копій.
- 2006 — Жоакім Гарро і Давид Гетта були висунуті на премію Grammy Awards в номінації найкращий ремікс року. Joachim Garraud's Zemixx і Live Video podcasts отримали рейтинг 1-го і 2-го і Музичного магазину iTunes Podcast у Франції. Він був єдиним французьким діджеєм який виступав на Love Parade в Берліні перед більш ніж 1 млн осіб.
- 2007 — Гарро був головним учасником програми на Technoparade в Парижі, який встановив рекорд відвідуваності.
- Форум Joachimgarraud.com є найбільш відвідуваним в категорії електронної музики, 300 тис. унікальних відвідувачів в місяць.
- Виграв 2007 Night Trophy як найкращий французький діджей. Обраний найкращим DJ року в жовтні за версією Burn FG DJ Awards.

## Релізи

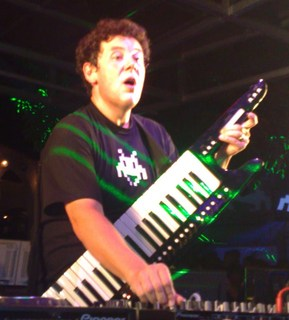
Жоакім на виступі

- 2011: Adele — Rolling In The Deep (Joachim Garraud Remix)Жоакім на виступі2010: Kaskade feat. Martina Of Dragonette — Fire In Your New Shoes (Joachim Garraud Vocal Mix)
- 2010: Joachim Garraud — We Are The Future
- 2010: Sonic C & Digital Lab — Drunk Skunk (Joachim Garraud Remix)
- 2010: Telex — Moscow Discow (Joachim Garraud Remix)
- 2010: Gorillaz — On Melancholy Hill (Joachim Garraud Remix)
- 2010: Joachim Garraud — Street's Sound (Joachim Garraud 2010 Edit)
- 2010: Joachim Garraud — No Techno In This Room Please (Taurus & Vaggeli Remix)
- 2010: Joachim Garraud — It's Only Love
- 2010: Eric Carter — I Promised The Sun (Producteur) / (Made In Soucoupe Remix)
- 2010: One Night Project — Stronger Than A Hurricane